# Tetradymia glabrata
 Tetradymia glabrata es una especie de planta perteneciente a la familia de las asteráceas. Es nativa del oeste de Estados Unidos, especialmente la Gran Cuenca y Desierto de Mojave Su hábitat incluye artemisia, bosques y matorrales. 

## Descripción
Se trata de un arbusto tupido que alcanza una altura máxima de más de un metro, sus tallos recubiertos de forma desigual con fibras de lana blanca o con muchas tiras desnudas. Las hojas estrechas, por lo general de no más de un centímetro de largo y la mayoría se producen en racimos a lo largo de las ramas. La inflorescencia lleva hasta siete capítulos, envueltos en cuatro brácteas lanosas. Cada capítulo contiene cuatro flores de color crema amarillo, cada uno de alrededor de un centímetro de largo. El fruto es un aquenio peludo con vilano de cerdas.

## Taxonomía
Tetradymia glabrata fue descrita por Torr. & A.Gray y publicado en Reports of explorations and surveys: to ascertain the most practicable and economical route for a railroad from the Mississippi River to the Pacific Ocean, made under the direction of the Secretary of War 2(1): 122, pl. 5. 1857.
Sinonimia
- Tetradymia glabrata f. glabrata[2]